# エバンジェリスト夏野剛 土曜会議室
エバンジェリスト夏野剛 土曜会議室（エバンジェリストなつのたけし どようかいぎしつ）は、2010年11月13日から2011年3月19日まで放送していた、文化放送とニコニコ動画内のニコニコ生放送のラジオ番組であり、サイマル放送番組であった。

## 概要
動画サイト「ニコニコ動画」と、文化放送による、初のサイマル放送ラジオ番組。
インターネット上でのラジオ放送は、radikoのような従来同様の音声のみの視聴が普通だったが、この放送はニコニコ生放送でも同時生放送され、さらに、放送ブース内の映像も、同時に配信されるという方式が取られている。
毎回、テーマが提示され、それに見合った著名人を招いて、話をし、最終的に、結論を出すという形をとっている。

## メインパーソナリティ
- 夏野剛（株式会社ドワンゴ取締役）
- 三浦奈保子

### テーマとゲスト
| #(放送日時)            | テーマ                                             | ゲスト |
| ---------------------- | -------------------------------------------------- | --- |
| 第1回 (2010年11月13日) | 『ラジオ』と『ニコニコ動画』の融合でできること     | 松永真理（株式会社バンダイ取締役/リクルート出身）                                                                 |
| 第2回 (2010年11月20日) | 日本の農業を強くするためには?                      | 高橋がなり（国立ファーム有限会社代表取締役）                                                                      |
| 第3回 (2010年11月27日) | 銭湯業界に元気を取り戻す方法                       | 町田忍（銭湯研究家） 山崎まゆみ（温泉エッセイスト）                                                               |
| 第4回 (2010年12月4日)  | 日本の外交能力を高める方法                         | 佐藤優（政治アナリスト）                                                                                          |
| 第5回 (2010年12月11日) | マンガ産業を活性化するには?                        | 松本零士（漫画家）                                                                                                |
| 第6回 (2010年12月18日) | 信頼できるメディアを見極める方法                   | 佐々木俊尚（ITジャーナリスト）                                                                                    |
| 第7回 (2010年12月25日) | 今の10代にとって、最も重要な“教育”とは?            | 臨時議長：藤原和博（元東京都杉並区立和田中学校校長/リクルート出身） 渡邉美樹（ワタミ株式会社代表取締役会長・CEO） |
| 第8回 (2011年1月1日)   | 2011年!脱だめんず!"恋愛リア充”になるには?          | 倉田真由美 （漫画家）                                                                                             |
| 第9回 (2011年1月8日)   | 世界に通用するリーダーを育てるには?                | 田原総一朗（ジャーナリスト）                                                                                      |
| 第10回 (2011年1月15日) | ITテクノロジーの“正しい”使い方とは?                | 猪子寿之（チームラボ株式会社代表取締役社長）                                                                      |
| 第11回 (2011年1月22日) | 2011年! 政治に本当に必要なもの、不要なもの         | 渡辺喜美（『みんなの党』代表）                                                                                    |
| 第12回 (2011年1月29日) | 裁判員裁判をより良いものにするのには?              | 阿曽山大噴火（裁判ウォッチャー） 宮村啓太（弁護士）                                                               |
| 第13回 (2011年2月12日) | 女性がより輝ける社会を創るには?                    | 佐々木かをり（株式会社イー・ウーマン代表取締役社長）                                                              |
| 第14回 (2011年2月19日) | 就職戦線2011!今、企業に必要とされる人材になるには? | 柴崎洋平（フォースバレーコンシェルジュ株式会社・代表取締役）                                                      |

## その他のコーナー
ものコラム
隔週で、メインパーソナリティが、夢中になっている物などについて紹介するコーナー
5minuteコンサルティング
リスナーの疑問やお悩みを、5分間で解決に導くコーナー
エバンジェリストの独り言
1週間のうちに起きた事件やニュースなどに対して、話をするコーナー
Twitterからの意見を紹介するコーナー
Twitterからの意見などを紹介していくコーナー

## 番組終了後
当番組のような企画コンセプトは2011年春より月1回の1時間30分〜2時間の生放送番組へ移行した「田原総一朗 オフレコ!スペシャル」へ引き継がれている。